# 118
118（百十八、一一八、ひゃくじゅうはち）は自然数、また整数において、117の次で119の前の数である。

## 性質
- 118は合成数であり、約数は 1, 2, 59 と 118 である。
  - 約数の和は180。
- 38番目の半素数である。1つ前は115、次は119。
- 偶数では15番目のノントーティエント数である。1つ前は114、次は122。
- 各位の和が10になる11番目の数である。1つ前は109、次は127。
- 各位の平方和が66になる最小の数である。次は147。(オンライン整数列大辞典の数列 A003132)
  - 各位の平方和が n になる最小の数である。1つ前の65は18、次の67は337。(オンライン整数列大辞典の数列 A055016)
- 各位の立方和が514になる最小の数である。次は181。(オンライン整数列大辞典の数列 A055012)
  - 各位の立方和が n になる最小の数である。1つ前の513は18、次の515は1118。(オンライン整数列大辞典の数列 A165370)
- 各位の積が8になる6番目の数である。1つ前は81、次は124。(オンライン整数列大辞典の数列 A199989)
- 118 = 12 + 62 + 92 = 32 + 32 + 102
  - 3つの平方数の和2通りで表せる23番目の数である。1つ前は117、次は121。(オンライン整数列大辞典の数列 A025322)
  - 118 = 12 + 62 + 92
    - 異なる3つの平方数の和1通りで表せる37番目の数である。1つ前は116、次は120。(オンライン整数列大辞典の数列 A025339)
    - n = 2 のときの 1n + 6n + 9n の値とみたとき1つ前は16、次は946。(オンライン整数列大辞典の数列 A074522)
- 118 = 33 + 33 + 43
  - 3つの正の数の立方数の和1通りで表せる16番目の数である。1つ前は99、次は127。(オンライン整数列大辞典の数列 A025395)
- 118 = {\displaystyle \sum _{k=1}^{6}(k^{2}+k+1)}
  - n = 6 のときの {\displaystyle \sum _{k=1}^{n}(k^{2}+k+1)} の値とみたとき1つ前は75、次は175。(オンライン整数列大辞典の数列 A145069)

## その他 118 に関連すること
- 西暦118年
- 日本における、海上保安庁への緊急通報用電話番号（→118番）。
- イタリアにおける救急車の番号。
- 台湾における、行政院海岸巡防署への緊急通報用電話番号。
- 原子番号118の元素はオガネソン (Og) 。
- 年始から数えて118日目は4月28日、閏年は4月27日。
- 第118代天皇は後桃園天皇である。
- 第118代ローマ教皇はレオ5世（在位：903年8月〈9月説もある〉〜903年中）である。